# Heimatkundliche Mitteilungen
Die Heimatkundlichen Mitteilungen waren eine Zeitschrift, die von 1937 bis 1955 vom Verein für Geschichte des Bodensees und seiner Umgebung herausgegeben wurde. Die Heimatkundlichen Mitteilungen enthielten kleine Beiträge zur Landesgeschichte und Naturkunde des Bodenseeraums.

## Inhalt
Die Heimatkundlichen Mitteilungen waren eine Begleitpublikation zu den jährlich erscheinenden Schriften des Vereins für Geschichte des Bodensees und seiner Umgebung. Beabsichtigt war eine Aufgabenteilung zwischen den „wissenschaftlichen“ Schriften für einen fachlich vorgebildeten Leserkreis und den „populären“ Heimatkundlichen Mitteilungen für das Laienpublikum, das die Masse der Vereinsmitglieder stellte. Dementsprechend wurden in den Heimatkundlichen Mitteilungen bevorzugt kurze Aufsätze mit Miszellencharakter abgedruckt, häufig zu einzelnen historischen Ereignissen oder Kunstobjekten aus dem Bodenseeraum. Der vierteljährliche Erscheinungsrhythmus erlaubte die Aufnahme aktueller Themen wie die Besprechung laufender Ausstellungen. Hinzu kamen die Vereinsnachrichten.

## Geschichte
Der Beginn des Zweiten Weltkriegs unterbrach das gesellige Leben des Bodensee-Geschichtsvereins, weil Aktivitäten über die Grenze zwischen der Schweiz und Deutschland (mit Österreich) hinweg nur mehr ausnahmsweise möglich waren. Nun kam den Heimatkundlichen Mitteilung die Aufgabe zu, den Zusammenhalt des internationalen Bodensee-Geschichtsvereins zu stärken, doch waren der Druck und die Auslieferung nur bis 1941 möglich. Die finanziellen Schwierigkeiten des Vereins in den Nachkriegsjahren verhinderten die Weiterführung der eigentlich sinnvoll konzipierten Reihe. Zwischen 1949 und 1955 erschienen nur mehr vier Hefte, dann wurden die Heimatkundlichen Mitteilungen eingestellt. Schriftleiter waren Gymnasiallehrer Ferdinand Eckert (Lindau), der Thurgauer Kantonsschulrektor Ernst Leisi (Frauenfeld) und der Vorarlberger Landesarchivar Meinrad Tiefenthaler (Bregenz).